# Mike Lindell
Michael James Lindell (Mankato, 1961. június 28. –) amerikai üzletember, az általa 2009-ben alapított My Pillow Inc. vezérigazgatója. A teleshopokon keresztül áruló cég 2018-ban 40 millió párnát adott el. Lindell a 45. amerikai elnök, Donald Trump támogatója és tanácsadója volt.

## A kezdetek
Chaskában és Carverben nevelkedett. A Minnesotai Egyetemen tanult, de hamar kibukott.
Az 1980-as években számos vállalkozásba belefogott, melyek között volt kárpitos, takarító, ételszállító, Carverben több bár és étterem is. Az 1980-as és 1990-es években kokain- és alkoholfüggő volt, aminek hatására felesége beadta a válópert, a házát pedig lefoglalták. Lindell szerint imáinak köszönhetően sikerült leszoknia káros szenvedélyeiről 2009-ben, és azóta is tiszta.

## My Pillow
Lindell 2004-ben kifejlesztette a My Pillow párnát, és egy nagy minnesotai gyárat alakított ki.
2017-ben a Better Business Bureau (BBB) visszavonta a My Pillow akkreditációját, és a fogyasztók visszajelzései alapján visszasorolta F kategóriába. A BBB arra hivatkozott, hogy az egyet fizet, kettőt kap akció állandóan érvényben volt, így azt nem lehet leárazásnak vagy ingyenes ajánlatnak tekinteni, és a termék valós árát is ebből kell levezetni.
2020-ban Lindell a fiát, Darrent nevezte ki a vállalat operatív vezetőjévé, és jövőbeli esetleges politikai ambíciói is beszélt.
2021-ben több nagyobb viszonteladó is leállt a My Pillow termékek forgalmazásával. Lindell szerint azért hagyták abba az értékesítést, mert kiállt a 2020-as amerikai elnökválasztás hivatalos eredménye ellen. Ugyanakkor a kiskereskedők mint a Kohl's vagy a Bed, Bath and Beyond azt állították, a döntéseik mögött piackutatási eredmények vannak, amelyek szerint Lindell termékei iránt a fogyasztói kereslet gyér.

## Politikai tevékenysége
2016. augusztusban Lindell találkozott Donald Trump republikánus elnökjelölttel, akinek hű támogatója lett. Trumpról a 2016-os amerikai elnökválasztás után azt mondta, „ő az ország történetének legelragadóbb elnöke”. A Liberty Egyetemen 2019. augusztusban mondott beszédében Lindell azt mondta: „Amikor Donald Trumppal találkoztam, az egy isteni érzést keltő találkozás volt, és mikor kiléptem az irodából, elhatároztam, hogy teljes egészében beleállok.”
2016. október 16-án Lindell részt vett Las Vegasban a 2016-os amerikai elnökjelölti vita utolsó fordulóján. 2016- november 6-án felszólalt Trump minneapolisi kampányeseményén, november 8-án pedig az Official Donald Watch Partyn vett részt. Ezen kívül ott volt Trump beiktatásán is, amiért személyesen tőle egy kitűzőt is kapott.
2017-ben Lindell Trump mellett ült egy ipari kerekasztal megbeszélésen a Fehér Házban.
Egy rendezvényen Észak-Dakotában Fargóban Trump megdicsérte Lindell „üzleti érzékét”. 2018. október 4-én Roochesterben Trump egyik választási eseményén Lindell szólalt fel. Lindell a 2019-es Konzervatív Politikai Akció Konferencián is felszólalt, ahol azt mondta, Trump „a történelem legjobb elnöke.” és "Isten kiválasztottja."
A Fox Newsban 2020. márciusban Lindell azt mondta, hogy az ágyneműket készítő gyárait a Trump vezetés parancsára átállította arcmaszkok gyártására. Később Lindell Trumppal közösen szerepelt egy koronavírusról szóló sajtótájékoztatón, ahol Lindell így dicsérte Trumpot: "Isten kegyes volt hozzánk 2016. november 8-án, hogy megváltoztatta a minket vezető irányítást. Istent kivették az iskoláinkból és az életeinkből, egy egész nemzet fordított hátat Istennek. Biztatlak titeket, hogy amíg otthon vagytok, térjetek vissza ehhez a világhoz. Olvassátok a Bibliánkat, és töltsetek minél több időt a családjainkkal."
Lindell gondolkodott, hogy 2022-ben indulna a minnesotai kormányzó választáson a hivatalban lévő Tim Walz ellen, állítólag Trump biztatására. Részt vett a Republikánus Kormányzók Szervezetének az ülésén, ahol bíztatták az indulásra. 202p. májusban ő lett Minnesotában a Trump újraválasztásáért küzdő kampánycsapat vezetője. 2p20. júliusban Lindell azt mondta, "99%-ra biztos", hogy elindul a minnesotai kormányzóválasztáson.
2020. novemberben Lindellt is beazonosították, mint aki kifizette Kyle Rittenhouse óvadékát.

### Nem bizonyított ható erejű COVID-19 kezelések támogatása
Trumppal és több más emberrel a Fehér Házban tartott megbeszéléseken Lindell egy növényi kivonat, az oleandrin használatát támogatta, mint a COVID-19 gyógyszerét, mikor azt mondta: „Ez működik. Ez minden idők csodaszere.” Egy televíziós műsorban Lindell félrevezető kijelentést tett a szer tesztelésével kapcsolatban. Lindell pénzügyileg érdekelt volt a Phoenix Biotechnologyben, ami egy oleandrint előállító vállalat. Ő a vezető bizottságnak is a tagja. Lindell megalapozatlan kijelentése figyelmeztetőleg hatott a tudósokra, akik azt mondták, nincs arra bizonyíték, hogy az oleandrin akár biztonságos, akár hatásos lenne a COVID-19 ellen, mindezen felül a növény kis mértékben is mérgező. Miután mind Lindell, mind a lakhatási és városfejlesztési miniszter, Ben Carson is támogatta az oleandrint, Trump azt mondta, a kormánya „meg fogja vizsgálni” a hatóanyagot.

### A 2020-as választási eredmények megkérdőjelezése
Miután Trump veszített a 2020-as amerikai elnökválasztáson, Lindell fontos támogatói és anyagi szerepet játszott abban, hogy Trump meg tudja kérdőjelezni a választások végeredményét.
Lindell támogatta azt a buszos túrát, ami a választások eredményének megkérdőjelezését hangoztatta. A kéthetes út Washingtonban, 2020. december 14-én ért véget, és Lindell öt állomáson beszélt útközben. Lindell azt mondta: „Nem szállt be anyagilag a január 6-i megmozdulások finanszírozásába. Ezzel arra a megmozdulásra utalt, amikor a Trump párti szavazók elözönlötték a Capitoliumot, de oda nem mentek be. A Capitolium lerohanása után Lindell is azok között volt, akik azt a téves konspirációs elméletet terjesztették, mely szerint az antifádával összekapcsolható emberek a felelősek a támadásért, mert lehet, hogy „Trump népének öltözte.”
2021. január 15-én egy dokumentumot vitt a Fehér Ház Nyugati Szárnyába. A felnagyított fényképen látható dokumentum szerint szükségállapotról szólt a dokumentum, valamint bent volt az 1807-es felkelési törvény is, valamint olyan javaslatvolt, hogy a CIA élén Gina Haspelt cseréljék le a Trumphoz hű Kash Patelre.
Lindell támogatta a Trump-hívek körében terjedő azon összeesküvés-elméletet, mely tévesen azt állította, hogy a Smartmatic és a Dominion választási gépeket gyártó cégek külföldi erőkkel fogtak össze, hogy elcsalják Trumptól a választást. 2021. januárban és februárban a Dominion figyelmeztette Lindellt, hogy a beperlését fontolgatják, mert egy levél szerint „A jelenleg is folyó félretájékoztatási kampány prominens személyiségének állítja be magát.” (A két cég másoknak is küldött hasonló leveleket.)
2021. január 25-én a Twitter véglegesen letiltotta Lindell profilját, mert állandóan azt az alaptalan tényt hangoztatták, melyek szerint Trump megnyerte a 2020-as választásokat. A Twitter egyik szóvivője elmagyarázta, hogy Lindell megsértette a vállalat 2020 szeptemberében bevezetett szabályát, mellyel a dezinformációkat akarják visszaszorítani. Miután a személyes fiókját zárolták, Lindell megkerülte a tiltást, és a MyPillow Twitter oldalán tett közzé többször is tartalmat, melyek között volt olyan is, mely szerint a Twitter vezérigazgatóját, Jack Dorseyt „börtönbe kellene zárni, mikor minden kiderül!”. Ezek után a Twitter letiltotta a cég fiókját is, mert megkerültek vele egy blokkolást.